# フュルステンフェルト郡

フュルステンフェルト郡
Bezirk Fürstenfeld

フュルステンフェルト郡（フュルステンフェルトぐん、独: Bezirk Fürstenfeld）は、オーストリアのシュタイアーマルク州にある郡（Bezirk; 行政管区とも訳される）。郡庁所在地はフュルステンフェルト。
北でハルトベルク郡と、西でヴァイツ郡と、南でフェルトバハ郡と、東でブルゲンラント州のイェンナースドルフ郡およびギュッシング郡と接する。
フュルステンフェルト郡には以下の14の市町村（Gemeinde; ゲマインデ）がある。そのうちフュルステンフェルトのみが市（Stadt）に、また2つが町（Marktgemeinde; 市場町）に指定されている。
- アルテンマルクト・バイ・フュルステンフェルト Altenmarkt bei Fürstenfeld
- バート・ブルーマウ Bad Blumau
- ブルガウ Burgau （町）
- フュルステンフェルト Fürstenfeld （市）
- グロースシュタインバハ Großsteinbach
- グロースヴィルファースドルフ Großwilfersdorf
- ハイナースドルフ Hainersdorf
- イルツ Ilz （町）
- ロイパースドルフ・バイ・フュルステンフェルト Loipersdorf bei Fürstenfeld
- ネステルバハ・イム・イルツタール Nestelbach im Ilztal
- オッテンドルフ・アン・デア・リッチャイン Ottendorf an der Rittschein
- ゼーハウ Söchau
- シュタイン Stein
- ユーバースバハ Übersbach